# 楊太鶴
楊太鶴（？—？），和名山內親方昌信（やまうち ウェーカタ しょうしん），琉球國第二尚氏王朝時期王族、政治人物。
楊太鶴童名大良金，出生在山內村，是尚圓王與北谷平安山村祝女真加登金之間的私生子，由越來間切的大灣按司撫養長大。後來他因擅長大木作而出仕於琉球王府，成為一名士族，後來被派往明朝留學。歸國時從中國帶回山桃的種子，在山內村一帶種植。根據《中山王府相卿傳職年譜》記載，楊太鶴曾在尚真王和尚清王在位期間出任三司官，但具體任職年代不詳。他希望領有山內村地頭職，得到琉球王的允許。
楊太鶴後來致仕，退隱到山內村。死後被尊為山內大明神，今山內村有祭祀他的神社。他也是眾多琉球的楊姓門中的祖先，包括山內家、石原家、長堂家、高江洲家、島袋家、比嘉家、喜納家、阿波根家、嘉味田家、小波津家、瑞慶覽家、吉田家等。
琉球詩人楊文鳳以及現代沖繩民謠歌手喜納昌永、喜納昌吉都是他的後裔。